# Linea Himi

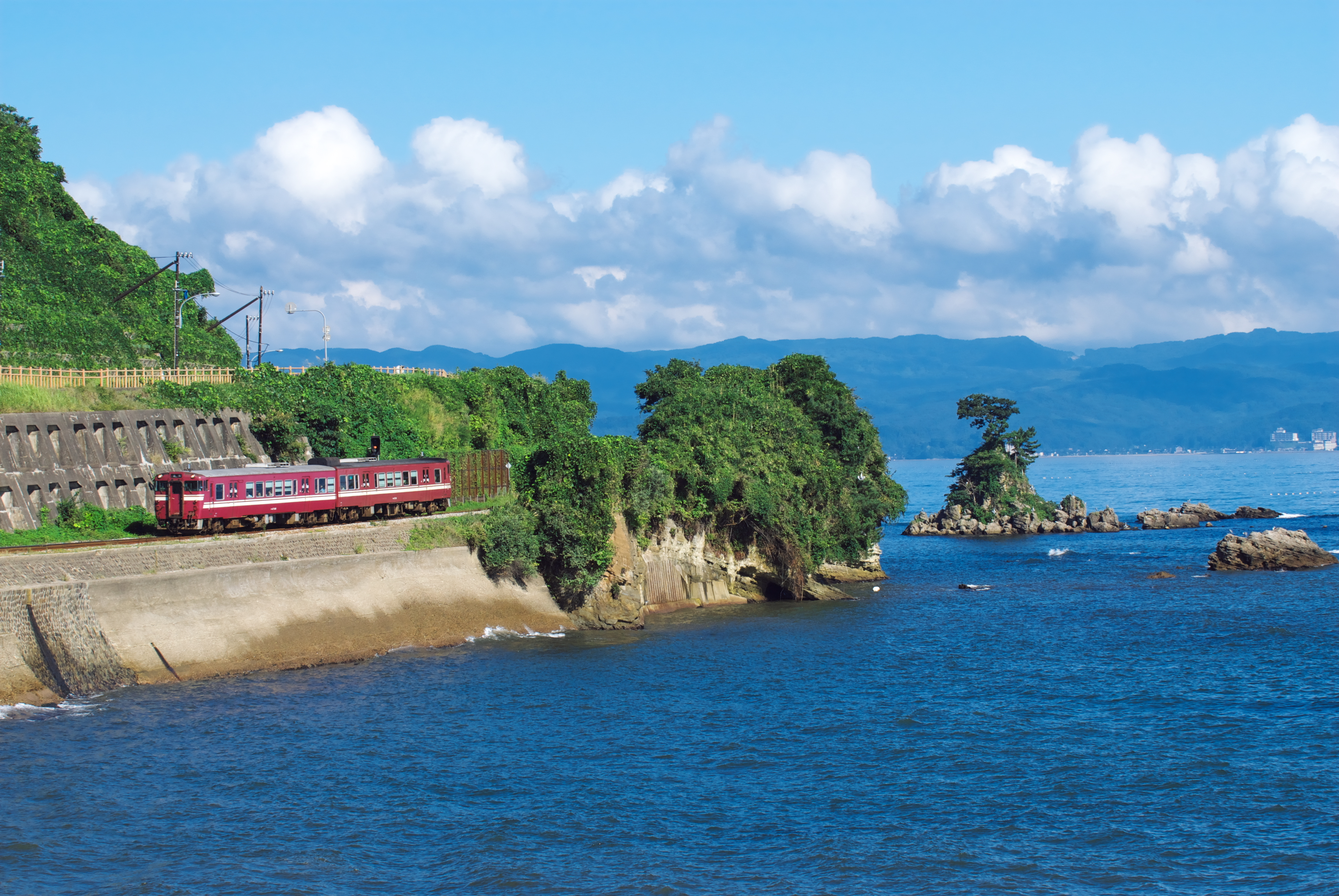
Vista di un'automotrice KiHa 40 che transita nei pressi di Amaharashi

La linea Himi (氷見線?, Himi-sen) è una breve ferrovia regionale di 16,5 km a scartamento ridotto che unisce le città di Takaoka e Himi nella prefettura di Toyama in Giappone. La linea è gestita dalla West Japan Railway Company (JR West) ed è a binario singolo e priva di elettrificazione.

## Stazioni
- Tutte le stazioni si trovano nella prefettura di Toyama

| Stazione       | Giapponese | Distanza interst. | Distanza totale | Collegamenti                           | Posizione |
| -------------- | ---------- | ----------------- | --------------- | -------------------------------------- | --------- |
| Takaoka        | 高岡       | -                 | 0.0             | Linea principale Hokuriku Linea Jōhana | Takaoka   |
| Etchū-Nakagawa | 越中中川   | 1.7               | 1.7             |                                        | Takaoka   |
| Nōmachi        | 能町       | 2.4               | 4.1             | Linea Shinminato (merci)               | Takaoka   |
| Fushiki        | 伏木       | 3.2               | 7.3             |                                        | Takaoka   |
| Etchū-Kokubu   | 越中国分   | 1.7               | 9.0             |                                        | Takaoka   |
| Amaharashi     | 雨晴       | 1.9               | 10.9            |                                        | Takaoka   |
| Shimao         | 島尾       | 2.6               | 13.5            |                                        | Himi      |
| Himi           | 氷見       | 3.0               | 16.5            |                                        | Himi      |

## Materiale rotabile
- Automotrice termica KiHa 40 a una cassa